# Boomer Castleman
Boomer Castleman (Farmers Branch, Texas, 18 juli 1945 – 1 september 2015), artiestennaam van Owen Castleman, was een Amerikaans zanger, gitarist, producent en songwriter. Hij is de uitvinder van de palm pedal, een hendel die de snaren van een snaarinstrument opheft.

## Biografie
Castleman werd geboren in Farmers Branch, Texas. Op jonge leeftijd leerde hij op doktersadvies gitaar spelen om zijn gescheurde pezen in zijn onderarmen te versterken en op zijn zestiende stond hij aan de leiding van enkele bands in Farmers Branch.
Hij was nog steeds een tiener toen hij naar Los Angeles vertrok en samen met John Denver regelmatig optredens gaf in de Sparks Ledbetters Folk Club. Zijn eerste successen behaalde hij onder zijn artiestennaam 'Boomer Clarke' toen hij samen met Travis Lewis (Michael Martin Murphey) The Lewis & Clarke Expedition oprichtte, met regionale bekendheid en verder een top 100-notering voor de single I feel good (I feel bad). Na The Monkees was het in 1967 de belangrijkste band voor het platenlabel Colgems. 
Castleman was de uitvinder van de palm pedal, een mechanisme dat door middel van één tot zes hendels de snaren van de gitaar opheft. Zijn type, dat nog steeds verkocht wordt onder het merk Bigsby, is inmiddels vrij van patenten en wordt nu door meerdere merken op de markt gebracht.
In de jaren zeventig bracht hij muziek uit als soloartiest en in 1975 had hij een hit met het nummer Judy Mae, dat op nummer 33 terechtkwam van de Amerikaanse Top 100. In 1977 produceerde hij het nummer Telephone man, dat door Meri Wilson werd gezongen en ook in Europa een hit werd. Aan het eind van de jaren zeventig probeerde hij de countrymuziek uit de jaren vijftig in het Verenigd Koninkrijk aan de markt te brengen, maar had hier weinig succes mee.
Vervolgens trok hij zich terug in Nashville, waar hij zich sindsdien met countrymuziek bezighield. Hij richtte zich op studiowerk en schreef muziek voor andere artiesten. Hij was oprichter van het platenlabel BNA Records, dat later verkocht werd aan BMG Music.